# Ропове
Ро́пове — село в Україні, у Володимирівській сільській громаді Баштанського району Миколаївської області. Населення становить 10 осіб.